# Langueux
Langueux [lɑ̃gø] est une commune française située près de Saint-Brieuc dans le département des Côtes-d'Armor en région Bretagne.

## Géographie

### Localisation

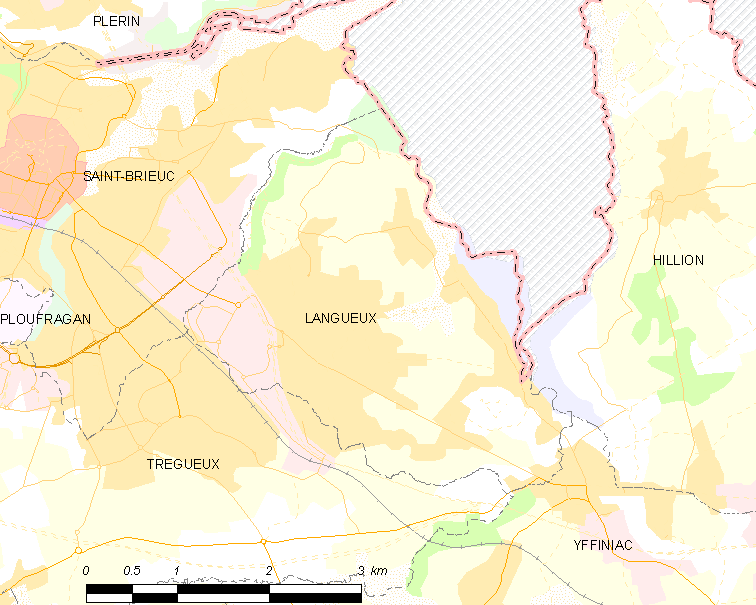
Carte de la commune.

La commune de Langueux se situe en bord de mer, au nord-centre du département des Côtes-d'Armor, à l'Est de Saint-Brieuc et à l'extrême Est de l'agglomération dont elle fait partie : Saint-Brieuc Armor Agglomération. Elle borde la baie de Saint-Brieuc.
Les communes les plus proches à vol d'oiseau sont : Trégueux (1,8 km), Yffiniac (3,1 km), Saint-Brieuc (3,8 km) et Hillion (4,2 km).
| Saint-Brieuc | Manche   | Manche   |
| Saint-Brieuc | Langueux | Hillion  |
| Trégueux     | Trégueux | Yffiniac |

### Hydrographie
Pour un article plus général, voir Réseau hydrographique des Côtes-d'Armor.

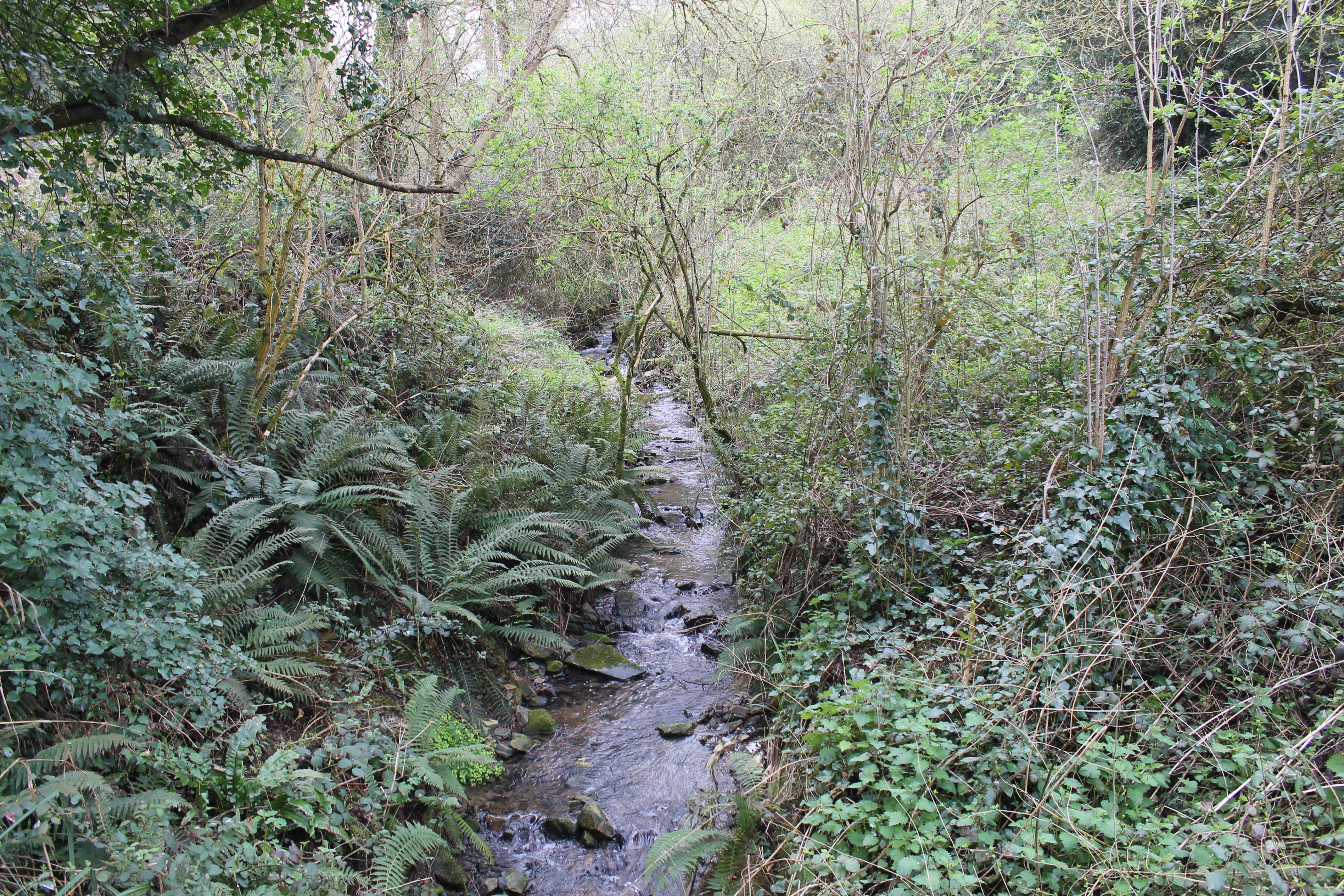
Ruisseau de Boutdeville.

La commune est située dans le bassin Loire-Bretagne. Elle est drainée par l'Urne, le Douvenant et le ruisseau le Douvenant,,.
L'Urne, d'une longueur de 21 km, prend sa source dans la commune de Plaintel et se jette dans la baie de Saint-Brieuc au niveau de la commune, après en avoir traversé sept autres. 

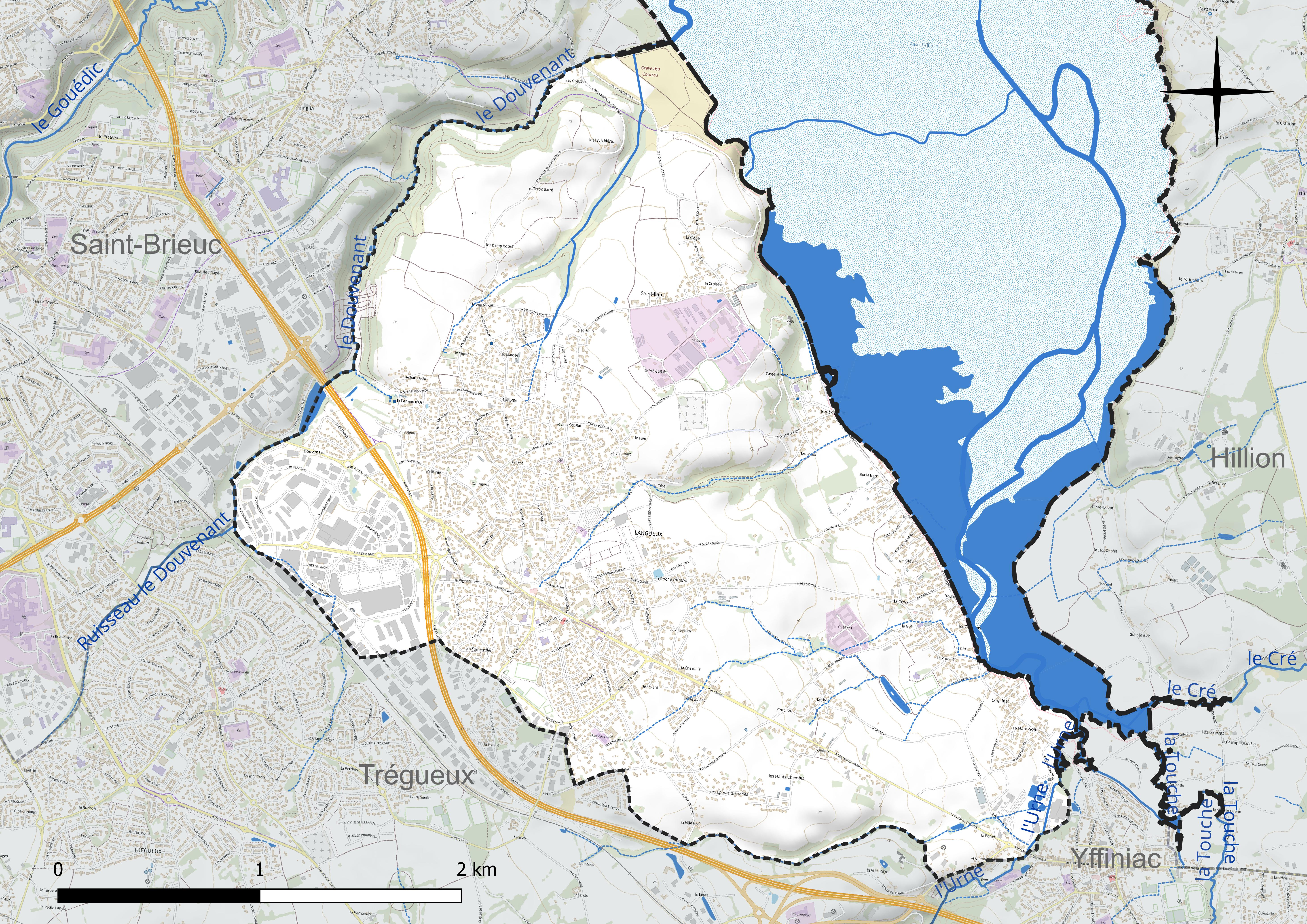
Réseau hydrographique de Langueux.

### Climat
Pour des articles plus généraux, voir Climat de la Bretagne et Climat des Côtes-d'Armor.
En 2010, le climat de la commune est de type climat océanique franc, selon une étude du CNRS s'appuyant sur une série de données couvrant la période 1971-2000. En 2020, Météo-France publie une typologie des climats de la France métropolitaine dans laquelle la commune est exposée à un climat océanique et est dans la région climatique Finistère nord, caractérisée par une pluviométrie élevée, des températures douces en hiver (6 °C), fraîches en été et des vents forts. Parallèlement l'observatoire de l'environnement en Bretagne publie en 2020 un zonage climatique de la région Bretagne, s'appuyant sur des données de Météo-France de 2009. La commune est, selon ce zonage, dans la zone « Littoral », exposée à un climat venté, avec des étés frais mais doux en hiver et des pluies moyennes.
Pour la période 1971-2000, la température annuelle moyenne est de 11,2 °C, avec  une amplitude thermique annuelle de 11,1 °C. Le cumul annuel moyen de précipitations est de 713 mm, avec 12 jours de précipitations en janvier et 6,2 jours en juillet. Pour la période 1991-2020, la température moyenne annuelle observée sur la station météorologique la plus proche, située sur la commune de Trémuson à 10 km à vol d'oiseau, est de 11,4 °C et le cumul annuel moyen de précipitations est de 757,3 mm,. Pour l'avenir, les paramètres climatiques de la commune estimés pour 2050 selon différents scénarios d’émission de gaz à effet de serre sont consultables sur un site dédié publié par Météo-France en novembre 2022.

## Urbanisme

### Typologie
Au 1er janvier 2024, Langueux est catégorisée grand centre urbain, selon la nouvelle grille communale de densité à 7 niveaux définie par l'Insee en 2022.
Elle appartient à l'unité urbaine de Saint-Brieuc, une agglomération intra-départementale dont elle est une commune de la banlieue,. Par ailleurs la commune fait partie de l'aire d'attraction de Saint-Brieuc, dont elle est une commune du pôle principal,. Cette aire, qui regroupe 51 communes, est catégorisée dans les aires de 200 000 à moins de 700 000 habitants,.
La commune, bordée par la Manche, est également une commune littorale au sens de la loi du 3 janvier 1986, dite loi littoral. Des dispositions spécifiques d’urbanisme s’y appliquent dès lors afin de préserver les espaces naturels, les sites, les paysages et l’équilibre écologique du littoral, tel le principe d'inconstructibilité, en dehors des espaces urbanisés, sur la bande littorale des 100 mètres, ou plus si le plan local d’urbanisme le prévoit.

### Occupation des sols
L'occupation des sols de la commune, telle qu'elle ressort de la base de données européenne d’occupation biophysique des sols Corine Land Cover (CLC), est marquée par l'importance des territoires artificialisés (51,5 % en 2018), en augmentation par rapport à 1990 (39,8 %). La répartition détaillée en 2018 est la suivante : 
zones urbanisées (43,2 %), terres arables (35,1 %), zones industrielles ou commerciales et réseaux de communication (8,3 %), zones agricoles hétérogènes (7,8 %), forêts (3 %), milieux à végétation arbustive et/ou herbacée (1,9 %), prairies (0,5 %), zones humides côtières (0,2 %). L'évolution de l’occupation des sols de la commune et de ses infrastructures peut être observée sur les différentes représentations cartographiques du territoire : la carte de Cassini (XVIIIe siècle), la carte d'état-major (1820-1866) et les cartes ou photos aériennes de l'IGN pour la période actuelle (1950 à aujourd'hui).

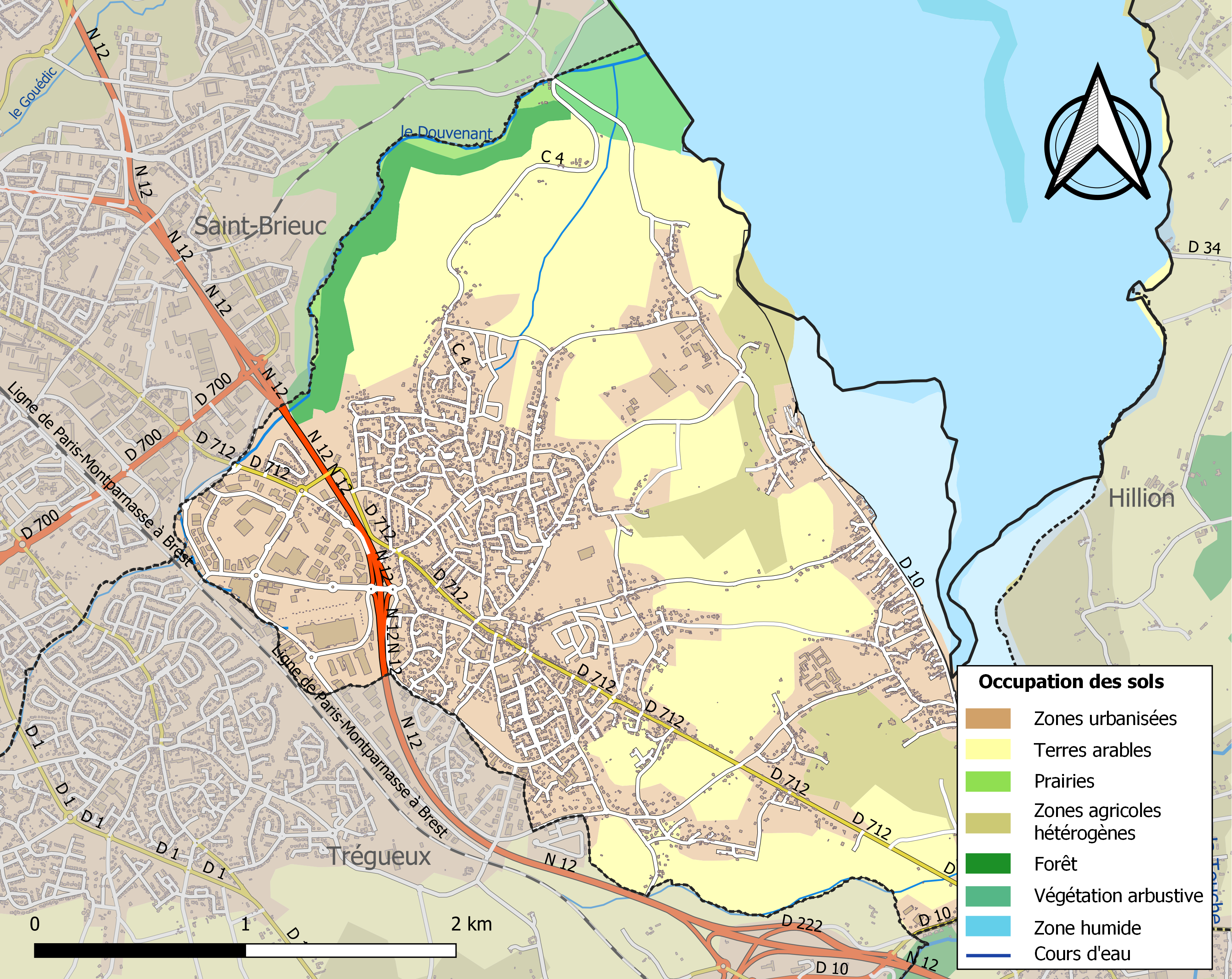
Carte des infrastructures et de l'occupation des sols de la commune en 2018 (CLC).

### Morphologie urbaine
La ville regroupe à l'est la majeure partie de la population. Au nord ainsi qu'au sud-est sont dispersés trois hameaux : La Cage/Bout de ville, Le Rivage/La Mare Noire et Les Épines Blanches.

### Voies de communication et transports

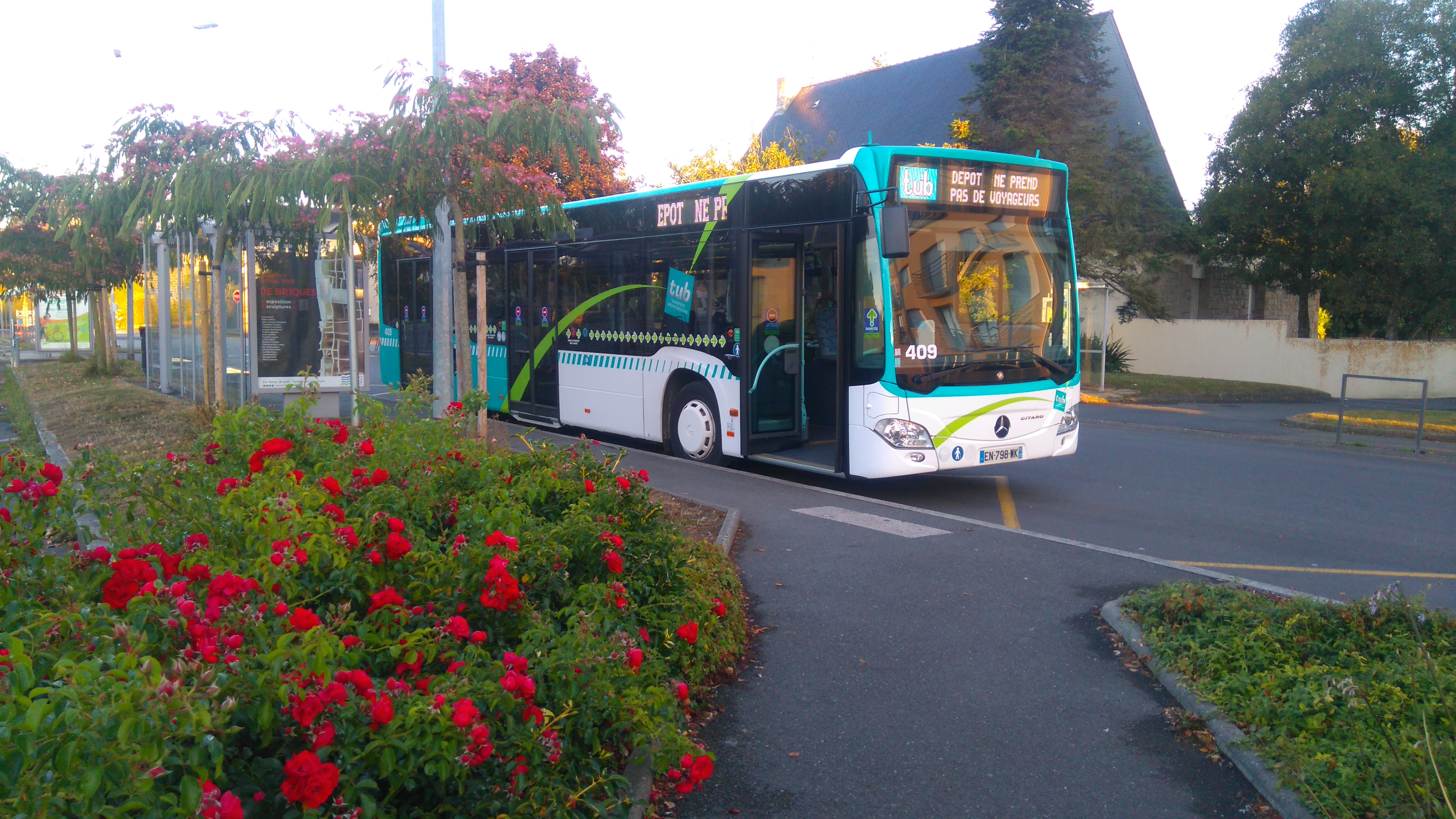
Un bus du réseau TUB sur la ligne B.

Langueux est relié au reste de l'agglomération du lundi au samedi grâce aux lignes B, et en soirée par la ligne M1/M2 uniquement, des Transports urbains briochins (TUB).

## Toponymie
Le nom de la localité est attesté sous les formes Parrochia de Languyec en 1369, Languyec en 1371, Languieuc en 1427[réf. à confirmer], Languyec en 1453, Languieulx en 1480, Languyeu en 1516, Laguyeust en 1536, Languieux en 1569, Languieuc en 1585, Langueuc, Languyeuc en 1624, Langueus en 1636, Languyeux en 1665, Languieux, Langueux en 1667, Languieux en 1683 et Langueux dès 1683
Le nom de la commune est Langaeg en breton et Lan·yeû en gallo (graphie MOGA).
Ce nom vient du breton lann qui signifie ermitage et de Saint Guéthénoc.

## Histoire

### Antiquité
En 460, Fragan, chef de Bretagne insulaire traverse la manche pour s'établir en Bretagne armoricaine avec sa femme Gwenn, ses fils Guethenoc et Jacut et une suite peu nombreuse. Il remonte le Gouët, et s'établit sur le territoire actuel de la ville de Ploufragan à laquelle elle doit son nom (Plou Fracan).
Son fils Guethenoc donnera son nom à Langueux qui s'appelait encore au XIIIe siècle Lan-Guethenoc et à Trégueux (Tre-Guethenoc).

### LeXIXesiècle
Les habitants d'Hillion, Yffiniac et Langueux se livraient au colportage du sel qui était extrait des salines de Langueux et était réputé pour sa blancheur éclatante et son goût ; on vendait aussi les résidus, attachés aux parois des chaudières qui avaient servi à l'évaporation de l'eau de mer et qui formaient un sel de moins bonne qualité.
Les salines d'Yffignac et de Langueux cessèrent leur activité vers 1860, victimes de la concurrence du sel provenant de salines plus méridionales permettant d'obtenir du sel par des procédés plus économiques.

### LeXXesiècle

#### La Première Guerre mondiale
Le monument aux morts porte les noms de cent soldats morts pour la France.

##### La Seconde Guerre mondiale
Le 18 juin 1940, les Allemands débarque dans la commune par la côte des Hauts-Chemins (D 712) avec une avant-garde de motos et de side-cars. L'infanterie a suivi et s'est installée à l'école de Saint-Ilan ainsi que dans l'ancien château situé à côté, dans l'avenue du Clezieux. Il a cependant fallu vite réquisitionner chez l'habitant.
Les Allemands ont construit un centre d'internement dans le lieu-dit de Létivy (où se trouve aujourd'hui l'AFPA) pour y emprisonner, en 1941, des prisonniers sénégalais, ivoiriens ou guinéens, qu'ils ne voulaient pas envoyer en Allemagne. En mai 1952, les baraquements du camp étaient toujours présents ; ils seront détruits vers les fin des années 1950 pour y construire l'actuel AFPA,.
Aucun ouvrage bétonné (blockhaus) n'a été construit sur la commune, mais 55 000 tronc d'arbres ont été plantés dans la baie de Saint-Brieuc, les grèves de Langueux compris, ainsi que d'autres éléments anti-débarquement tels que des hérissons tchèques et des fil de fer barbelé pour en interdire l'accès. Des emplacements avec mitrailleuses (modèles MG 34 ou MG 42) ont surement été aussi installées. Le bois provenait de la forêt de Lorge qui était ensuite acheminé par l'entreprise Laminoir et Trefileries de Paris (LTP) qui était chargé de par l'Organisation Todt d'effectuer ces travaux de défense.
Les Allemands quittèrent la ville quelques jours après le débarquement de Normandie, en fin de semaine entre le jeudi 8 ou le dimanche 12 juin 1944. Les soldats s'en allèrent pour probablement aller sur Saint-Brieuc et ensuite rejoindre le front de Normandie. Les américains arrivèrent le 6 août 1944, même jour que la libération de Saint-Brieuc,.
Le monument aux morts porte les noms de vingt soldats morts pour la France.

##### La Guerre d'Algérie et d'Indochine
Le monument aux morts porte le nom d'un soldat tombé au Champ d'Honneur durant la Guerre d'Algérie et deux durant la Guerre d'Indochine.

### LeXXIesiècle

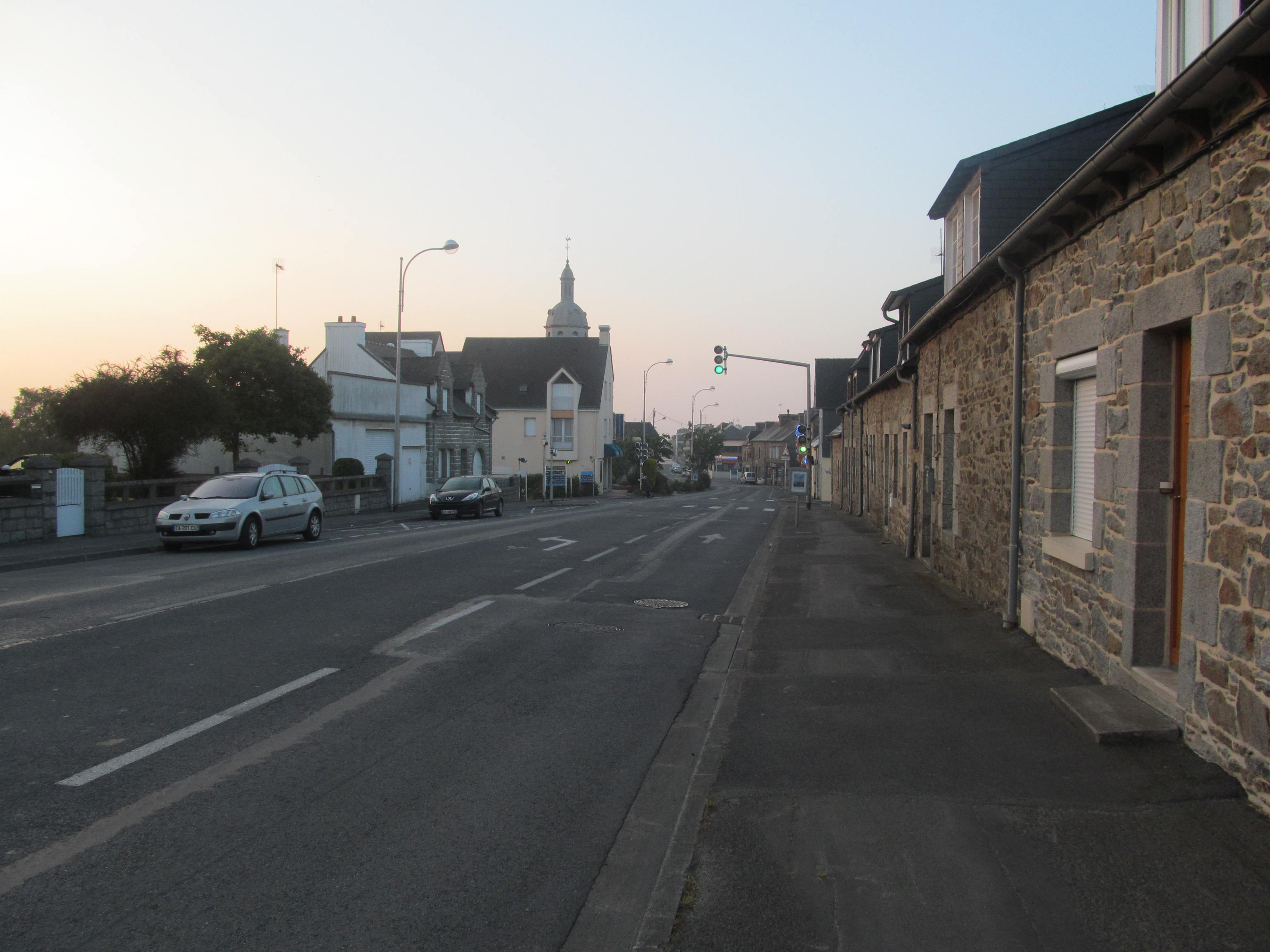
Rue principale de Langueux.

La ville aura connu une légère montée des eaux dans quelques rues le 3 mars 2014.

## Politique et administration

### Liste des maires
| Période        | Période        | Identité                        | Étiquette   | Qualité |
| -------------- | -------------- | ------------------------------- | ----------- | --- |
| 1790           | mai 1804       | J. Corbel                       |             | Prêtre, premier maire |
| mai 1804       | janvier 1808   | Jean Robert                     |             | |
| janvier 1808   | novembre 1815  | Pierre Grosvalet                |             | |
| novembre 1815  | avril 1821     | François Guyomard               |             | |
| avril 1821     | juillet 1852   | Louis Baudet (1795-1867)        |             | |
| juillet 1852   | septembre 1852 | Mathurin Boétard                |             | Laboureur |
| septembre 1852 | mai 1859       | Jean Guiomard (1795-1867)       |             | Laboureur |
| mai 1859       | mai 1871       | Achille du Clésieux (1806-1893) |             | Homme de lettres, propriétaire Conseiller général du canton de Saint-Brieuc-Midi (1864 → 1871) |
| mai 1871       | juin 1871      | Antoine Baudet                  |             | |
| juin 1871      | mai 1904       | Olivier du Clésieux (1831-1919) |             | Fabricant de briques Administrateur et censeur de la Banque de France |
| mai 1904       | mai 1908       | Simon Le Maréchal               |             | |
| mai 1908       | décembre 1919  | Mathurin Morin (1859-1922)      |             | |
| décembre 1919  | 1920 (décès)   | Louis Thomas                    |             | |
| février 1920   | mai 1945       | Jean-Marie Baudet (1886-1965)   |             | |
| mai 1945       | mars 1965      | François Gouëlo (1895-1968)     | SFIO        | Militaire de carrière |
| mars 1965      | mars 1983      | Eugène Guéno (1911-1991)        | PSU puis PS | Cultivateur, syndicaliste Conseiller municipal (1947 → 1965) Suppléant du député Yves Le Foll (1973 → 1978) |
| mars 1983      | mars 1989      | Rémy Denieul                    | DVD         | |
| mars 1989      | mars 2014      | Michel Lesage (1952- )          | PS          | Économiste, ancien assistant parlementaire Député de la 1re circonscription des Côtes-d'Armor (2012 → 2017) Conseiller général du canton de Langueux (1982 → 2011) Président de Saint-Brieuc Agglomération (2008 → 2012) |
| mars 2014      | 3 juillet 2020 | Thérèse Jousseaume (1958- )     | PS          | Cadre administratif Vice-présidente de Saint-Brieuc Agglomération (2014 → 2016) Vice-présidente de Saint-Brieuc Armor Agglomération (2017 → 2020)                                                                        |
| 3 juillet 2020 | En cours       | Richard Haas (1978- )           | UDI         | Responsable de projet |

### Politique de développement durable
La commune a engagé une politique de développement durable en lançant une démarche d'Agenda 21.

### Finances locales
Cette sous-section présente la situation des finances communales de Langueux.
Pour l'exercice 2013, le compte administratif du budget municipal de Langueux s'établit à  12 440 000 € en dépenses et 14 103 000 € en recettes :
En 2013, la section de fonctionnement se répartit en 7 785 000 €  de charges (1 037 € par habitant) pour 9 443 000 € de produits (1 258 € par habitant), soit un solde de 1 658 000 € (221 € par habitant), :
- le principal pôle de dépenses de fonctionnement est celui des charges de personnels[Note 7] pour  4 597 000 € (59 %), soit 613 € par habitant, ratio supérieur de 19 % à la valeur moyenne pour les communes de la même strate (513 € par habitant). En partant de 2009 et jusqu'à 2013, ce ratio augmente de façon continue de 590 € à 613 € par habitant ;
- la plus grande part des recettes est constituée des impôts locaux[Note 8] pour une somme de 4 198 000 € (44 %), soit 559 € par habitant, ratio supérieur de 25 % à la valeur moyenne pour les communes de la même strate (448 € par habitant). Sur les 5 dernières années, ce ratio augmente de façon continue de 495 € à 559 € par habitant.

Les taux des taxes ci-dessous sont votés par la municipalité de Langueux. Ils ont varié de la façon suivante par rapport à 2012 :
- la taxe d'habitation sans variation 23,23 % ;
- la taxe foncière sur le bâti constante 23,72 % ;
- celle sur le non bâti sans variation 141,40 %.

La section investissement se répartit en emplois et ressources. Pour 2013, les emplois comprennent par ordre d'importance :
- des dépenses d'équipement[Note 10] pour un montant de 2 582 000 € (55 %), soit 344 € par habitant, ratio inférieur de 11 % à la valeur moyenne pour les communes de la même strate (385 € par habitant). Sur la période 2009 - 2013, ce ratio fluctue et présente un minimum de 173 € par habitant en 2009 et un maximum de 344 € par habitant en 2013 ;
- des remboursements d'emprunts[Note 11] pour  1 010 000 € (22 %), soit 135 € par habitant, ratio supérieur de 71 % à la valeur moyenne pour les communes de la même strate (79 € par habitant).

Les ressources en investissement de Langueux se répartissent principalement en :
- nouvelles dettes pour  750 000 € (16 %), soit 100 € par habitant, ratio supérieur de 25 % à la valeur moyenne pour les communes de la même strate (80 € par habitant). Depuis 5 ans, ce ratio fluctue et présente un minimum de 0 € par habitant en 2012 et un maximum de 100 € par habitant en 2013 ;
- subventions reçues pour un montant de 471 000 € (10 %), soit 63 € par habitant, ratio voisin de la valeur moyenne de la strate.

L'endettement de Langueux au 31 décembre 2013 peut s'évaluer à partir de trois critères : l'encours de la dette, l'annuité de la dette et sa capacité de désendettement :
- l'encours de la dette pour une somme de 11 629 000 €, soit 1 550 € par habitant, ratio supérieur de 76 % à la valeur moyenne pour les communes de la même strate (881 € par habitant). En partant de 2009 et jusqu'à 2013, ce ratio diminue de façon continue de 2 031 € à 1 550 € par habitant[A2 5] ;
- l'annuité de la dette pour une somme de 1 413 000 €, soit 188 € par habitant, ratio supérieur de 68 % à la valeur moyenne pour les communes de la même strate (112 € par habitant). Sur la période 2009 - 2013, ce ratio fluctue et présente un minimum de 188 € par habitant en 2013 et un maximum de 217 € par habitant en 2011[A2 5] ;
- la capacité d'autofinancement (CAF) pour une valeur de 1 936 000 €, soit 258 € par habitant, ratio supérieur de 43 % à la valeur moyenne pour les communes de la même strate (181 € par habitant). En partant de 2009 et jusqu'à 2013, ce ratio fluctue et présente un minimum de 235 € par habitant en 2010 et un maximum de 266 € par habitant en 2012[A2 6]. La capacité de désendettement est d'environ 6 années en 2013. Sur une période de 14 années, ce ratio présente un minimum d'environ 5 années en 2004 et un maximum d'environ 13 années en 2008.

### Jumelages
Langueux est jumelée avec Wadebridge, ville britannique de 7 000 âmes en Cornouailles, impliquant des échanges culturels, sportifs et linguistiques. Par ailleurs, une coopération (financement de micro-projets, développement local...) a été engagée avec la ville de Dagaba au Niger.

## Population et société

### Démographie
Les habitants de la commune sont appelés les Langueusiens.
L'évolution du nombre d'habitants est connue à travers les recensements de la population effectués dans la commune depuis 1793. Pour les communes de moins de 10 000 habitants, une enquête de recensement portant sur toute la population est réalisée tous les cinq ans, les populations de référence des années intermédiaires étant quant à elles estimées par interpolation ou extrapolation. Pour la commune, le premier recensement exhaustif entrant dans le cadre du nouveau dispositif a été réalisé en 2006.

En 2022, la commune comptait 7 947 habitants, en évolution de +3,91 % par rapport à 2016 (Côtes-d'Armor : +1,78 %, France hors Mayotte : +2,11 %).
| 1793  | 1800  | 1806  | 1821  | 1831  | 1836  | 1841  | 1846  | 1851  |
| ----- | ----- | ----- | ----- | ----- | ----- | ----- | ----- | ----- |
| 1 280 | 1 278 | 1 311 | 1 781 | 2 000 | 1 962 | 2 120 | 2 236 | 2 329 |

| 1856  | 1861  | 1866  | 1872  | 1876  | 1881  | 1886  | 1891  | 1896  |
| ----- | ----- | ----- | ----- | ----- | ----- | ----- | ----- | ----- |
| 2 420 | 2 638 | 2 747 | 2 795 | 2 893 | 2 900 | 2 855 | 2 940 | 2 808 |

| 1901  | 1906  | 1911  | 1921  | 1926  | 1931  | 1936  | 1946  | 1954  |
| ----- | ----- | ----- | ----- | ----- | ----- | ----- | ----- | ----- |
| 2 685 | 2 401 | 2 424 | 2 204 | 2 253 | 2 274 | 2 294 | 2 201 | 2 342 |

| 1962  | 1968  | 1975  | 1982  | 1990  | 1999  | 2006  | 2011  | 2016  |
| ----- | ----- | ----- | ----- | ----- | ----- | ----- | ----- | ----- |
| 2 584 | 2 951 | 3 838 | 4 767 | 5 938 | 6 248 | 6 802 | 7 243 | 7 648 |

| 2021  | 2022  | - | - | - | - | - | - | - |
| ----- | ----- | - | - | - | - | - | - | - |
| 7 886 | 7 947 | - | - | - | - | - | - | - |

### Sports
- Patinage Artistique Sur Glace, il existe un club public, le club des sports de glace d'Armor (CSGA) faisant partie de la FFSG, comprenant une section loisir et une section compétition.
- Tennis, il existe un club public faisant partie de la FFT, entretenant trois courts couverts ainsi que deux courts non couverts libre d'accès.
- Basket, il existe un club public faisant partie de la FFBB, entretenant une salle couverte.
- Judo, il existe un club public faisant partie de la FFJ.
- Football, US Langueux (DSE) entraîneur Gérald Ropers.
- Le Kidman Club (Division long du Sboob).
- Athlétisme : la Corrida de Langueux, épreuve de 10 km, se dispute tous les ans depuis 1991.

## Économie

### Activités économiques
Tout à l'est de la ville, se situe la plus grande zone commerciale du département.

## Culture locale et patrimoine

### Édifices religieux et civils

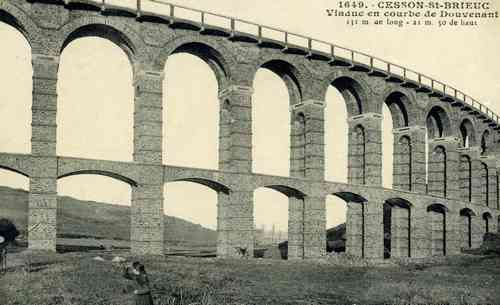
Viaduc de Douvenant

- Église Saint-Pierre-et-Saint-Paul : du peintre Raphaël Donguy, un tableau de L'Assomption  Inscrit MH (1996)
- Les ouvrages d'art suivants, tous réalisés par l'ingénieur des ponts et chaussées Louis Harel de la Noë pour le compte des chemins de fer des Côtes-du-Nord :
  - viaduc de Douvenant : ouvrage construit entre 1902 et 1905 ;
  - viaduc du Vau-Hervé : construit entre 1902 et 1905 ;
  - pont de la Cage : construit en 1912. Harel de la Noë a testé sur ce pont des techniques de construction qu'il utilisera pour les ponts du second réseau départemental ;
  - pont des Courses : réalisé en 1886, il passe sous une arche du pont de la Compagnie des chemins de fer de l'Ouest (ligne de Saint-Brieuc au port du Légué) ;
  - ponceau de Saint-Ilan[46].

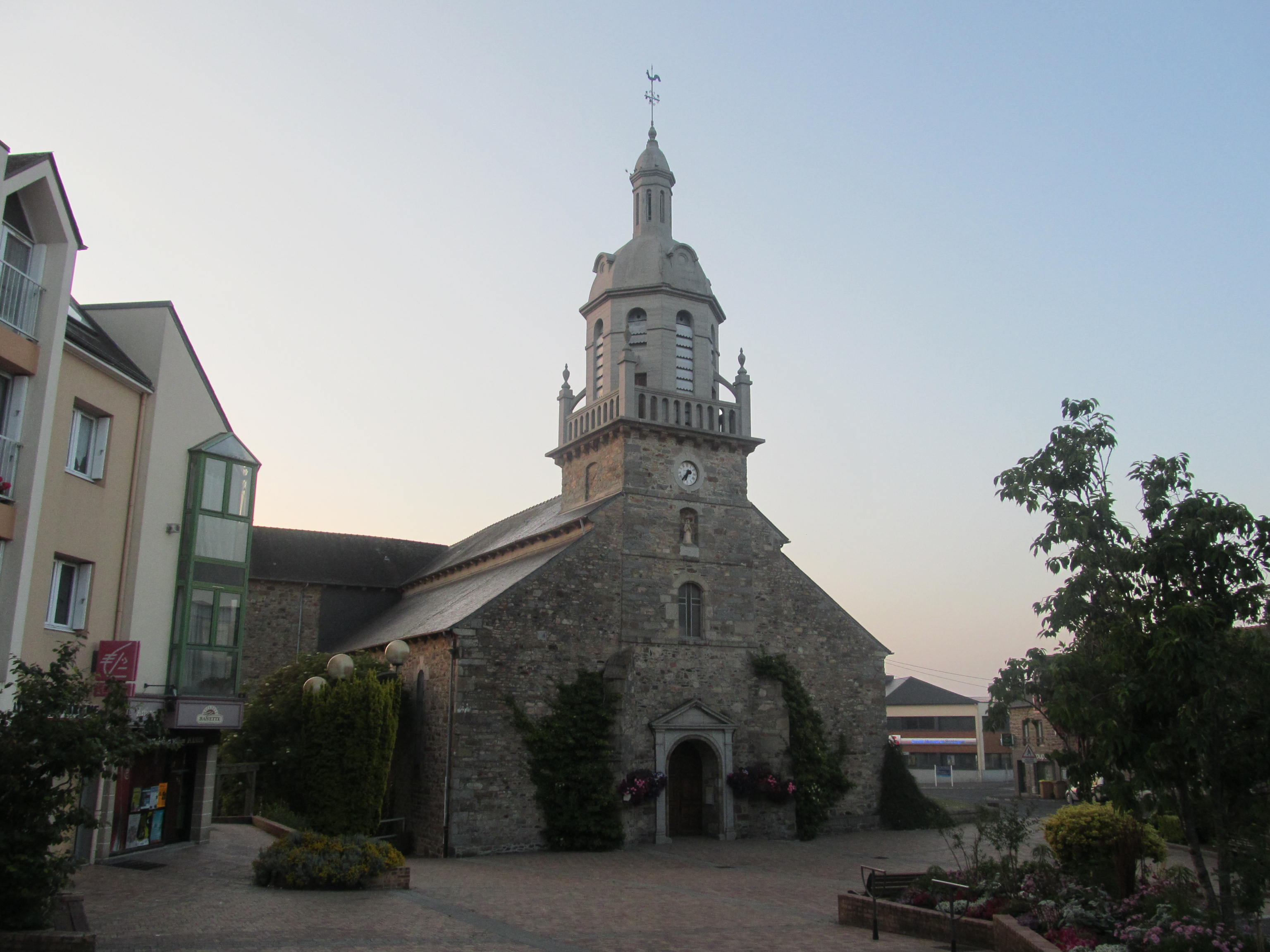
Église
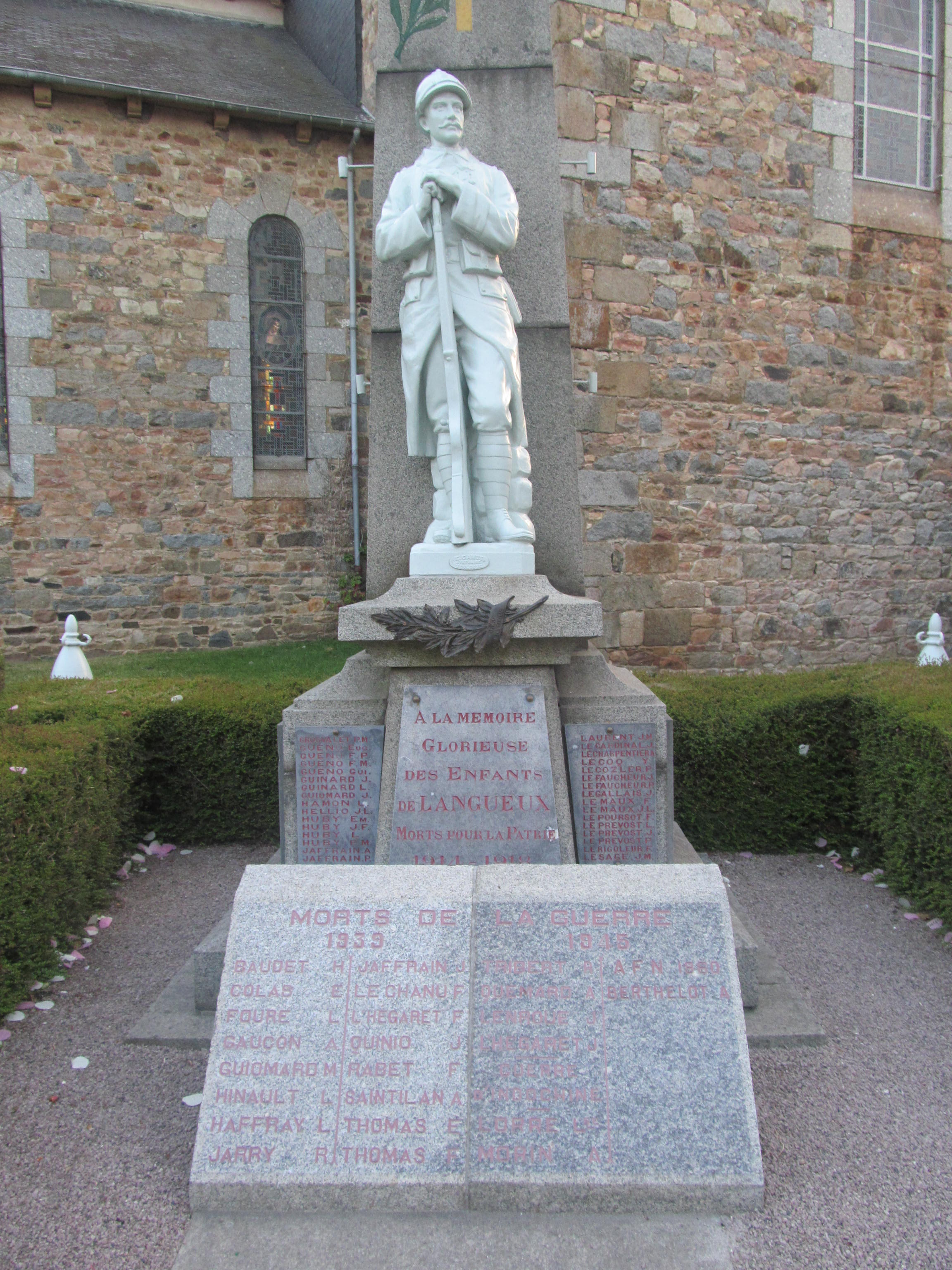
Mémorial
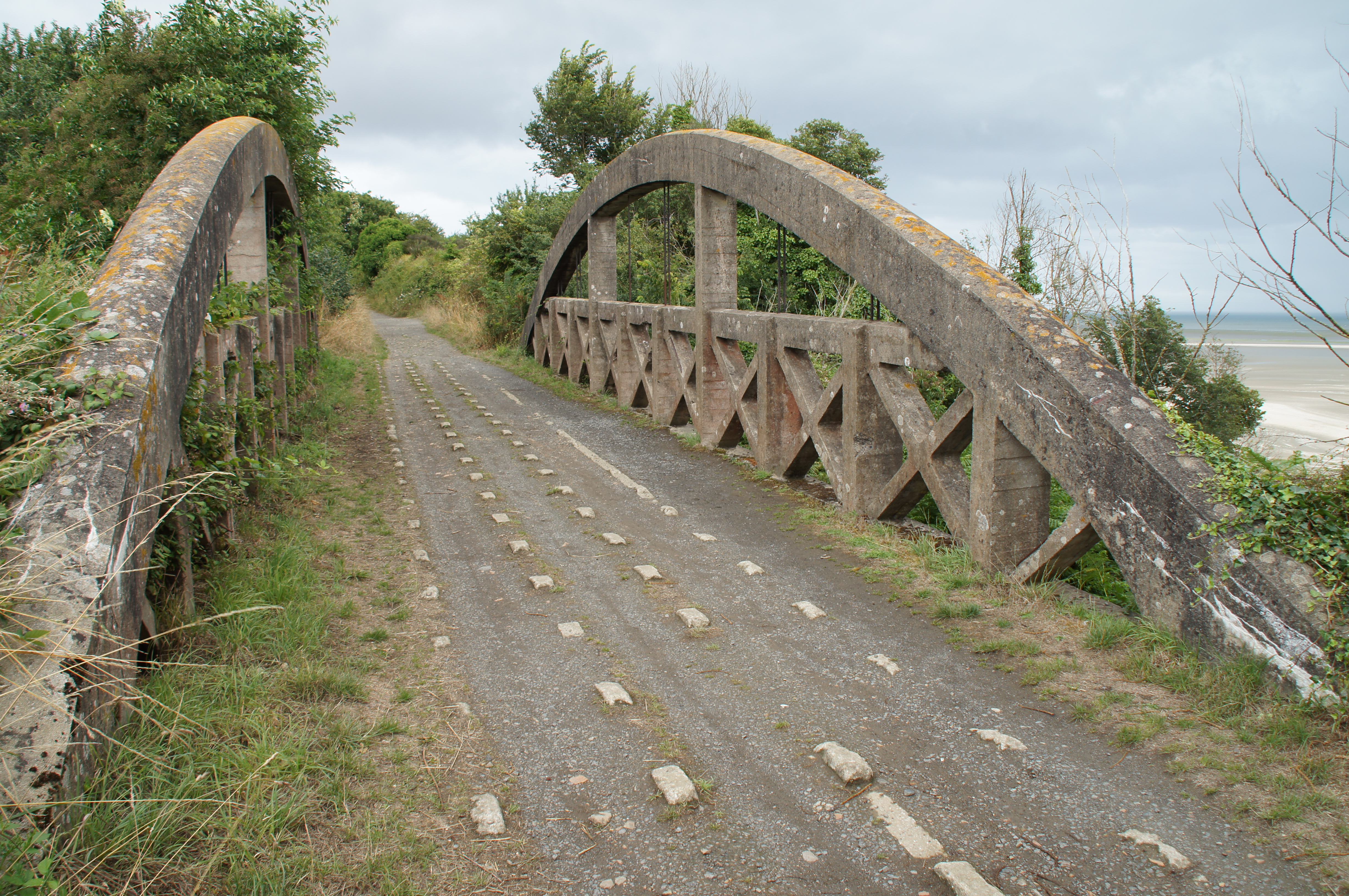
Pont de la Cage
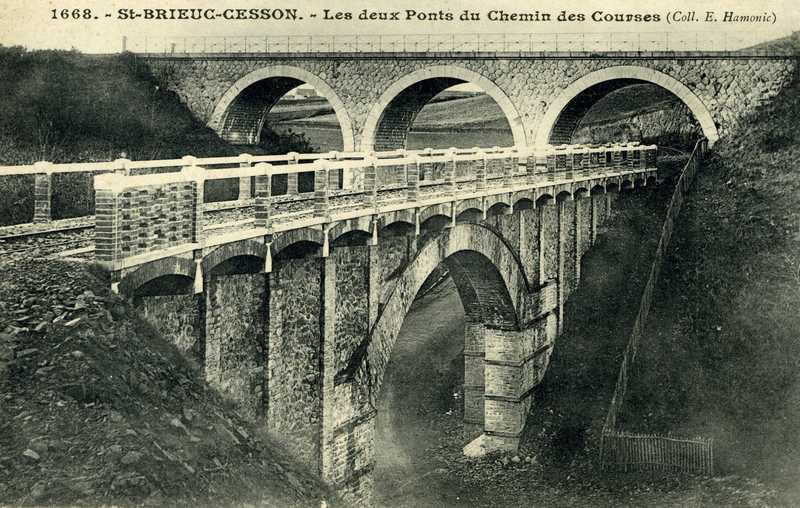
Pont des Courses
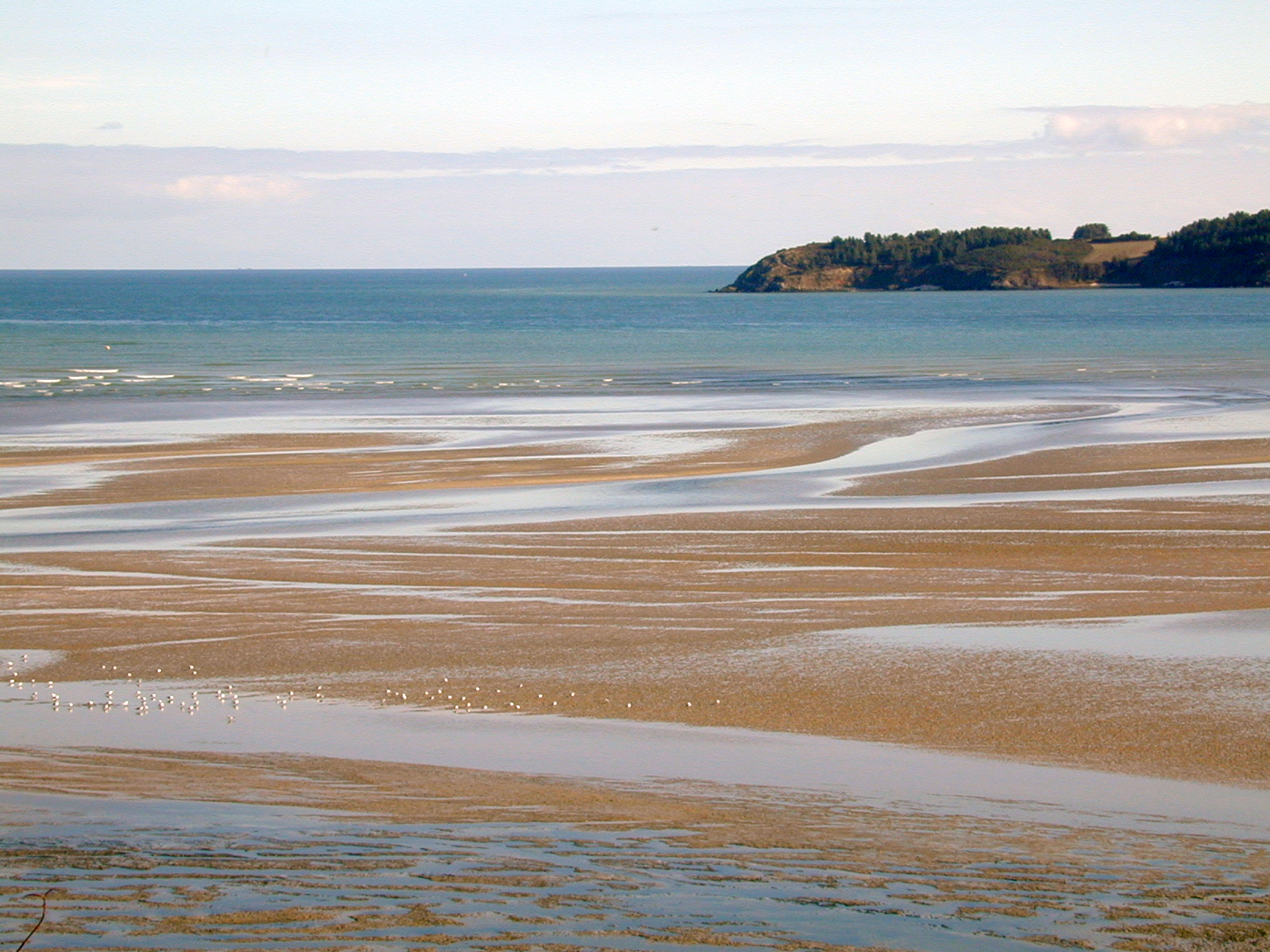
Vue sur la baie

### Parc de Boutdeville

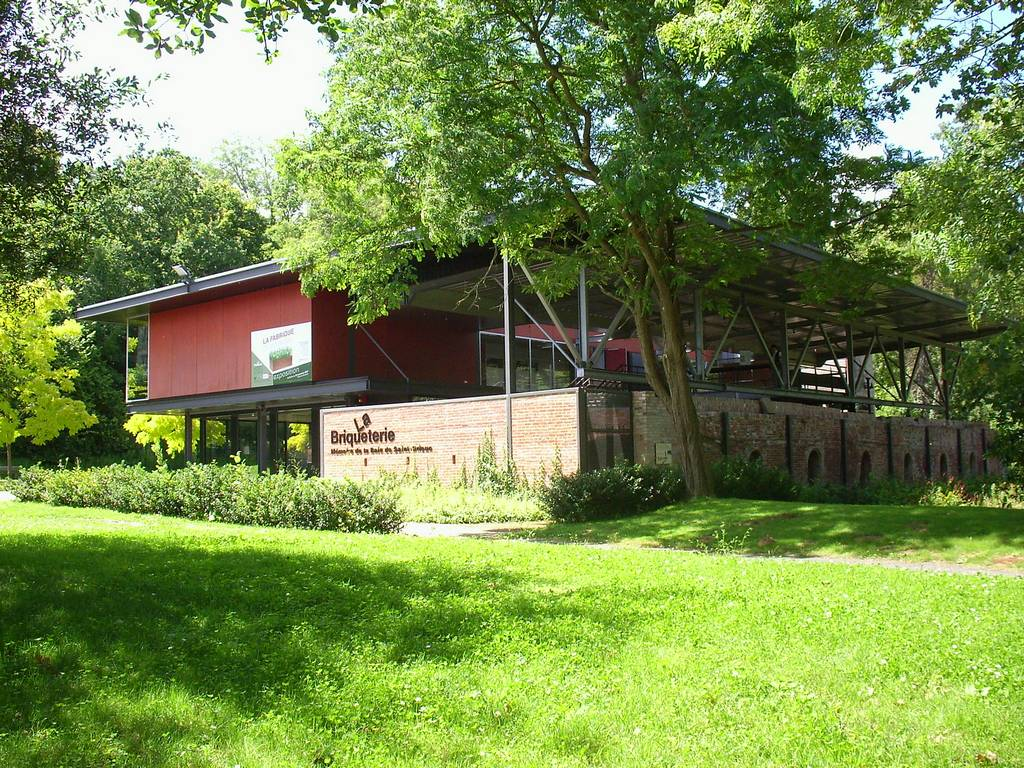
Musée de la Briqueterie

Au bord de la baie de Saint-Brieuc, l'ancienne briqueterie de Saint-Ilan est devenu un musée consacré à l'histoire de la baie. Trois thèmes sont abordés dans ce musée : la briqueterie, le maraichage et les Chemins de fer des Côtes-du-Nord.
L'Association des chemins de fer des Côtes-du-Nord occupe une partie du terrain. Les bénévoles ont reposé de la voie et restauré du matériel ferroviaire historique. Pendant l'été, il est possible d'emprunter ce petit train touristique.

### Personnalités liées à la commune
- Jean-Baptiste Tronel dit Job, langueusien et batteur du groupe punk Tagada Jones depuis 2009. Il fait aussi partie  du supergroupe Le Bal des enragés.
- Achille du Clésieux, maire de Langueux de 1859 à 1870 et fondateur de l'école d'agriculture de la ville[47].
- Eugénie Cense (1879-1955), espérantiste, y est domiciliée à la fin de sa vie.

### Héraldique
La commune ne possède pas de Blason. Cependant, elle possède un logo : l'inscription Ville de Langueux en noir avec le dessin d'une mouette de couleur bleu.